# Università Cattolica del Sacro Cuore

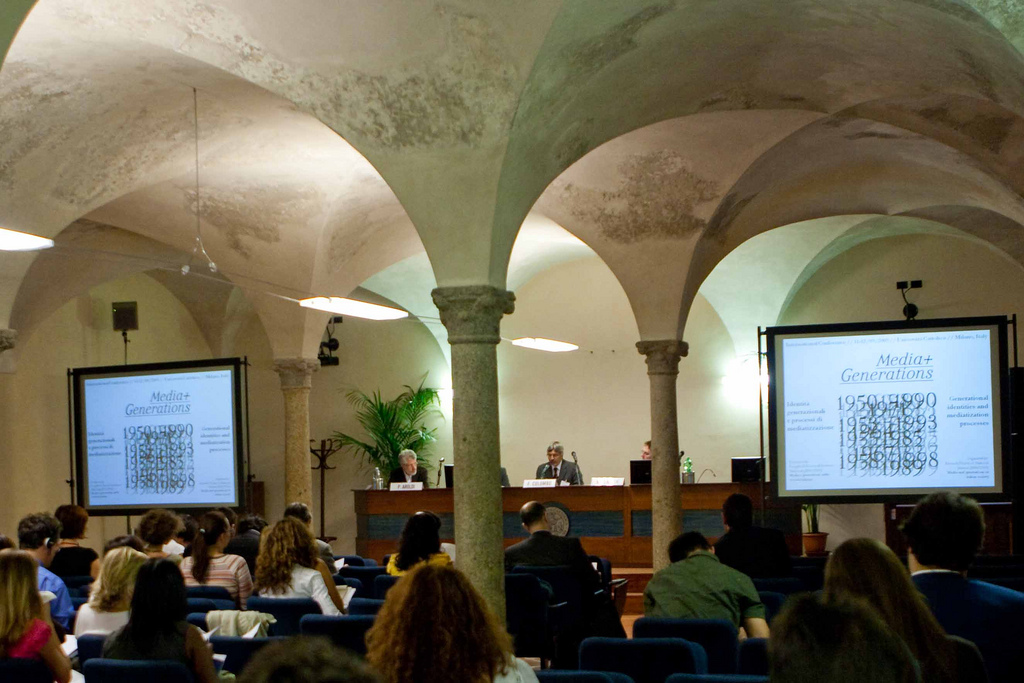
UCSC

Università Cattolica del Sacro Cuore (UCSC) este o universitate privată, aflată în orașul Milano, Italia. A fost întemeiată la 7 decembrie 1921. UCSC este cea mai mare universitate privată din Europa și cea mai mare universitate catolică din lume.

## Absolvenți celebri
- Romano Prodi
- Amintore Fanfani
- Oscar Luigi Scalfaro
- Angelo Scola

## Legături externe
- it  UCSC